# جوهانا بردی
جوهانا بـِرَدی (انگلیسی: Johanna Braddy؛ زادهٔ ۳۰ اوت ۱۹۸۷) یک هنرپیشه و صدا پیشه اهل ایالات متحده آمریکا است. وی از سال ۲۰۰۴ میلادی تاکنون مشغول فعالیت بوده‌است.

## گزیدهٔ آثار

### سینما
- بوکسور مقوایی (۲۰۱۶)
- کولکشن (۲۰۱۲)
- فعالیت فراطبیعی ۳ (۲۰۱۱)
- ایزی ای (۲۰۱۰)
- پونیو روی صخره کنار دریا (۲۰۰۹)
- کینه ۳ (۲۰۰۹)
- فاحشه (۲۰۰۸)
- موج‌سواری (۲۰۰۷)

### تلویزیون
- کوانتیکو (۲۰۱۵ تا کنون)
- بی‌شرم (۲۰۱۵ تا کنون)
- ادراک (۲۰۱۳)
- سی‌اس‌آی (۲۰۱۲)
- ذهن‌های مجرم (۲۰۱۱)
- سی‌اس‌آی: میامی (۲۰۱۰)
- به من دروغ بگو (۲۰۰۹)
- آواتار: آخرین بادافزار (۲۰۰۷–۲۰۰۵)